# جانور بارکش
جانور بارکش (به انگلیسی: Beast of Burden) نام فیلمی است در ژانر اکشن و جنایی محصول ۲۰۱۸ آمریکا. فیلم‌نامهٔ جانور بارکش را آدام هولتزل نگاشته و جسپر گانسلانت آن را کارگردانی کرده‌است. دنیل ردکلیف، گریس گامر و پابلو شرایبر در این فیلم به ایفای نقش پرداخته‌اند.

## داستان
بیشتر داستان فیلم در کابین خلبانی به نام شان (با بازی دنیل ردکلیف) می‌گذرد. شان مشغول انتقال محمولهٔ کوکائین از مکزیک به آمریکاست. در عین حال با اداره مبارزه با مواد مخدر آمریکا هم همکاری می‌کند. در این میان کارتل مواد مخدر به او بدگمان می‌شوند و همسرش را گروگان گرفته و با خود به محل فرود هواپیما می‌آورند. حالا شان که نتوانسته ورود پلیس به صحنهٔ تحویل جنس را به تعویق بیندازد باید جان خود و همسرش را نجات دهد.